# Spirit of the dance
Spirit of the dance укр. Дух танцю — це музично-танцювальне театралізоване шоу, яке складається з традиційних ірландських танців. Автор ідеї американський музичний продюсер Девід Кінг, зреалізував свої творчі помисли, надихнувшись виступом 1996 році колективу «Riverdance».

## Історія
Перша власна робота Девіда Кінга, відомого американського шоу-продюсера, який створив її після перегляду в Лондоні шоу ірландських танцівників «Riverdance». З тих часів він розвивав своєшою та свій бізнес, якому й присвоїв назву свого первістка «Spirit Productions».
Написана в 1996 і поставлена на сцені в 1997 році. Шоу-вистава є незмінною впродовж 20 років існування компаній Кінща й гастролює у всьому світі. Її особливістю став одночасний виступ 14 гастрольних труп в різних куточках світу. 